# 长沙湾特大桥
長沙灣特大橋是中華人民共和國厦深鐵路的鐵路橋，位於廣東省汕尾市。
長沙灣特大橋全長14.092公里，跨越深汕高速公路和长沙海湾，桥墩高度为25米，最長跨度208米，而桥墩亦穿越水下20多米的海水淤泥层，基础深度超过35米。
該橋於2008年11月2日動工興建，2011年2月13日合龍，預計於同年4月全線铺轨。